# Air Kharkov
Air Kharkov was een Oekraïense luchtvaartmaatschappij met thuisbasis in Charkov.

## Geschiedenis
Air Kharkov werd opgericht in 1992 als Kharkov Aviation Enterprise en zij volgde daarmee Aeroflots Kharkovdivisie op. De naam Air Kharkov werd ingevoerd in 1998. 

## Vloot
De vloot van Air Kharkov bestond in maart 2007 uit:
- 1 Tupolev TU-134A